# Злотувский повет
Злотувский повет (пол. Powiat złotowski) — повет (район) в Польше, входит как административная единица в Великопольское воеводство. Центр повета — город Злотув. Занимает площадь 1660,91 км². Население — 69 781 человек (на 31 декабря 2015 года).

## Административное деление
- города: Злотув, Ястрове, Краенка, Оконек
- городские гмины: Злотув
- городско-сельские гмины: Гмина Ястрове, Гмина Краенка, Гмина Оконек
- сельские гмины: Гмина Липка, Гмина Тарнувка, Гмина Закшево, Гмина Злотув

## Демография
Население повета дано на 31 декабря 2015 года.
| Перепись            | Всего | Мужчины | Женщины |
| ------------------- | ----- | ------- | ------- |
| Всего               | 69781 | 34637   | 35144   |
| Городское население | 34819 | 16816   | 18003   |
| Сельское население  | 34962 | 17821   | 17141   |